# Futsal Woman Rambla
L'Associazione Sportiva Dilettantistica Futsal Woman Rambla è stata una società di calcio a 5 femminile con sede a Curtarolo, in Provincia di Padova.

## Cronistoria
| Cronistoria del Futsal Woman Rambla |
| --- |
| - 2008 · Fondazione del Futsal Woman Rambla. - 2008-09 · 7ª nel girone B del campionato regionale di Serie B. 1º turno di Coppa Veneto di Serie B. - 2009-10 · 6ª nel girone B del campionato regionale di Serie D. 1º turno di Coppa Veneto di Serie D. - 2010-11 · 4ª nel girone A del campionato regionale di Serie D. 2º turno di Coppa Veneto di Serie D. - 2011-12 · 2ª nel girone A di Serie D Veneto. Promossa in Serie C. Vince i play-off promozione. 1º turno di Coppa Veneto di Serie D. - 2012-13 · 4ª in Serie C Veneto. Semifinalista play-off promozione. 1º turno di Coppa Italia regionale. - 2013-14 · 3ª in Serie C Veneto. Finalista play-off promozione. Finalista di Coppa Italia regionale. - 2014-15 · 2ª in Serie C Veneto. Promossa in Serie A. Vince i play-off promozione. - 2015-16 · 3ª nel girone A di Serie A. 1º turno play-off promozione. - 2016-17 · 1ª nel girone A di Serie A. Promossa in Serie A Élite. Semifinalista di Coppa Italia. - 2017-18 · 15ª in Serie A. Retrocessa in Serie A2. - 2018 · Scioglimento della società. |

## Palmarès

### Competizioni nazionali
- Campionato di Serie A: 1

2016-2017 (girone A)

### Altri piazzamenti
- Coppa Italia di Serie A[1]

Semifinalista: 2016-2017
- Coppa Italia regionale

Finalista: 2013-2014

## Statistiche e record

### Partecipazione ai campionati
| Livello | Categoria                   | Partecipazioni | Debutto   | Ultima stagione | Totale |
| ------- | --------------------------- | -------------- | --------- | --------------- | ------ |
| 1°      | Serie A                     | 1              | 2017-2018 | 2017-2018       | 1      |
| 2°      | Serie A                     | 2              | 2015-2016 | 2016-2017       | 2      |
| 2°      | Serie B / Serie D / Serie C | 7              | 2018-2009 | 2014-2015       | 7      |